# Move (песня Люка Брайана)
«Move» — песня американского кантри-певца Люка Брайана, вышедшая в качестве 5-го сингла с его пятого студийного альбома Kill the Lights (2015). Тираж песни к январю 2017 года достиг 254,000 копий в США и она достигла позиции № 1 в кантри-чарте Billboard Country Airplay, где стала его 16-м чарттоппером (с учётом одного гостевого, или 15-м сольным). Авторами песни выступили Luke Bryan, Майкл Картер и Джей Клементи.

## История
Песня дебютировала на позиции № 43 в кантри-чарте Hot Country Songs в августе 2015 года и стала доступна для скачивания вместе с релизом альбома Kill the Lights с тиражом 8,000 копий в первую неделю. Песня повторно вошла в чарт на № 42 почти год спустя после релиза её на отдельном сингле.
Песня достигла первого места кантри-чарта Country Airplay, где стала его 16-м сольным чарттоппером, или 18-м с учётом двух гостевых: «This Is How We Roll» (2014, Florida Georgia Line) и «Forever Country» (2016). Таки образом песня «Move» сделала Брайана третьим исполнителем с пятью хитами № 1 в Country Airplay с одного альбома. Тираж сингла в США достиг 254,000 копий к январю 2017 года.
Музыкальное видео вышло в сентябре 2016 года, режиссёр Shane Drake. В видео, кроме музыкантов участвует девушка-танцовщица. Танцующая в соседней комнате, она в итоге проходит сквозь стену и оказывается рядом с Брайаном, одетым в новый чёрный костюм и белую рубашку.

## Чарты и сертификации

### Еженедельные чарты
| Чарт (2015-16)                      | Высшая позиция |
| ----------------------------------- | -------------- |
| Канада (Billboard Canadian Hot 100) | 78             |
| Канада (Billboard Country)          | 1              |
| США (Billboard Hot 100)             | 50             |
| США (Billboard Country Airplay)     | 1              |
| США (Billboard Hot Country Songs)   | 5              |

### Годовой итоговый чарт
| Чарт (2016)                       | Позиция |
| --------------------------------- | ------- |
| США Country Airplay (Billboard)   | 25      |
| США Hot Country Songs (Billboard) | 44      |

## Сертификации
| Регион                                                                      | Сертификация | Продажи   |
| --------------------------------------------------------------------------- | ------------ | --------- |
| Канада (Music Canada)                                                       | Золотой      | 40 000    |
| США (RIAA)                                                                  | Платиновый   | 1 000 000 |
| Данные о продажах + прослушиваниях приведены только на основе сертификации. |              |           |